# Like Wow! (álbum)
Like Wow! es el álbum debut de la cantante estadounidense Leslie Carter. Estaba previsto para ser lanzado en 2001, pero tras ser rechazada súbitamente por Dreamworks Records el lanzamiento fue cancelado. Para el álbum, Carter trabajó con compositores de renombre como Billy Chapin, Brad Young y Dow Brain o Diane Warren, además de incluir una versión de They Don't Know de Kirsty MacColl.

## Promoción
Del álbum se extrajeron 2 sencillos, I Need To Hear It como primer sencillo promocional en junio de 2000 y Like Wow! como primer sencillo oficial en enero de 2001, y se pusieron en circulación CDs de promoción de estos dos. Además, salió a la venta un CD single de Like Wow! con True como cara B, canción coescrita por el hermano de Carter y miembro de los Backstreet Boys Nick Carter. Este primer sencillo fue también incluido en la banda sonora de Shrek y utilizado en los créditos finales de la película.
 

Sobre las canciones del álbum, Leslie declaró a MTV:

En su mayoría, mis canciones son sobre "Necesito oírlo de un chico", "No nos conocen" y "Vaya, eres tan increíble". Son sobre chicos. Son canciones divertidas. Quieres sentarte y escuchar qué más tengo que decir.
Mostly, my songs are about ’I need to hear it from a guy’, ’They don’t know about us’ and ’Wow, you’re so amazing’. It’s all about guys. They’re fun songs. You want to sit there and listen to what else I have to say.
Leslie Carter: It's Her Party

El sencillo Like Wow! contó con un videoclip con escenas animadas de colores vivos y brillantes, dirigido por Gregory Dark con un presupuesto de 400.000 dólares. Éste fue raramente emitido en Nickelodeon, ya que, según la propia Leslie, "el video era demasiado brillante y colorido y adorable para MTV".

Además, para promocionar el álbum, en 2000 y 2001 Carter se embarcó como acto de apertura en dos giras de su hermano Aaron por Europa y EE. UU., y formó parte del TeeNick tour y el All That Music & More Festival del show de Nickelodeon en el que había participado.

## Recepción
El álbum recibió mayormente críticas positivas, muchos de ellos elogiando la versión de Carter de They Don't Know. Metal Mike Saunders de The Village Voice lo nombró "el mejor álbum bubblegum de toda la era '97/Y2K" (finales de los 90 y principios de los 2000) y "el mejor álbum de su género jamás hecho", y describió el sencillo I Need To Hear It como "posiblemente el mejor single pop debut de 1998-2000 junto con ...Baby One More Time de Britney Spears".

## Cancelación
Pese a que el lanzamiento del álbum estaba planeado para junio de 2000, Dreamworks Records retrasó esta fecha a abril de 2001 con el fin de poner a prueba la base de fanes de Leslie. No obstante, pese a la todo lo invertido por la discográfica para posicionar a Carter a la altura de otras estrellas como Britney o Christina, para primavera de 2001 el álbum ya había sido cancelado. Tras esto, problemas en el set de rodaje del videoclip de Like Wow! salieron a la luz, y la súbita cancelación se atribuyó a los problemas que la discográfica tenía con el peso de Carter y a la actitud de ésta, que fue supuestamente presionada por su madre.

No obstante, pese a que el disco nunca fue lanzado oficialmente, la copia promocional de avance del disco entregada a los críticos fue filtrada y en la actualidad el disco se encuentra disponible en línea.

La cancelación del álbum fue descrita por The Village Voice como "el fin simbólico de la era pop 1997-Y2K".

## Lista de canciones
| CD promocional de avance |                                                      |                                          |          |  |
| N.º                      | Título                                               | Escritor(es)                             | Duración |  |
| 1.                       | «Be Mine»                                            |                                          | 3:27     |  |
| 2.                       | «Like Wow»                                           | Jimmy Harry, Sandra St. Victor           | 3:41     |  |
| 3.                       | «They Don't Know About Us» (cover de Kirsty MacColl) | Kirsty MacColl                           | 3:12     |  |
| 4.                       | «I Need To Hear It»                                  |                                          | 3:23     |  |
| 5.                       | «Too Much Too Soon»                                  |                                          | 4:02     |  |
| 6.                       | «Shy Guy»                                            |                                          | 3:45     |  |
| 7.                       | «I Wanna Be Your Girl»                               |                                          | 3:06     |  |
| 8.                       | «True»                                               | Billy Chapin, Bryan Bennett, Nick Carter | 4:07     |  |
| 9.                       | «Boy Like That»                                      |                                          | 3:27     |  |
| 10.                      | «Mine»                                               |                                          | 4:08     |  |
| 58:18                    |                                                      |                                          |          |  |